# John Baskerville
John Baskerville, född 28 januari 1706, död 8 januari 1775, engelsk typograf och boktryckare som förmodligen är mest känd som skapare av teckensnittet Baskerville, som är ett av de mest populära och mest använda.
Men han skapade också flera andra nya typsnitt och var förnyare av den engelska boktryckarkonsten. Hans officin framställde flera berömda produkter, varibland en bibel från 1763 och ett antal utgåvor av antika klassiker.